# Svabesholm
Svabesholm (før 1658 dansk: Svavidsholm) er et gods ved Stenshuvud Södra Mellby socken i Simrishamns kommun i Skåne. 
Navnet Svavidsholm forekom først 1625, hvor adelsmanden Mogens Svave ejede gården. 1688 nævnes gården som kongsgård. Svavidsholm omfattede fire boliger og næsten hele Mellby sogn. Grundstammen til Svabesholm fik Jesper Gøye gennem tre mageskifter med kronen mellem 1618 og 1621, som blandt andet tilførte ham ni gårde i Svineberga by, hvor gården blev anlagt.
Da Skånska Dragonregementet blev oprettet i 1676, organiseredes det i otte kompagnier eller skvadroner. Chefen for en af dem tildeltes Svabesholm Gård. Den var en af de gårde, som ved freden i København 1660 kom i den svenske krones eje som vederlag for Bornholm. I godt 150 år til 1834 var Svabesholm ritmesterbolig, dvs. gårdens afkast udgjorde kompagnichefens løn i fredstid og bopæl mellem felttogene. Kompagniets styrke var 125 ryttere. De kom udensogns fra, fordi Karl XI med snaphanefejderne i frisk erindring ikke stolede på skåningerne. Det førte til adskillige kontroverser mellem lokalbefolkningen og soldaterne.
Hovedbygningen er opført efter en brand i 1902. I 1968 forpagtede familien Thuresson fra Ravlunda gården, som de købte i 1991. I 1996 købte den nuværende ejer, Anders Thuresson, gården af sine forældre. I foråret 2003 restaurerede han vestfløjen, som tidligere havde mejeri og tjenesteboliger. Svabesholm har ca. 130 ha ager og skov.
55°39′32.04″N 14°13′56.24″Ø / 55.6589000°N 14.2322889°Ø